# Flagstaff (Arizona)

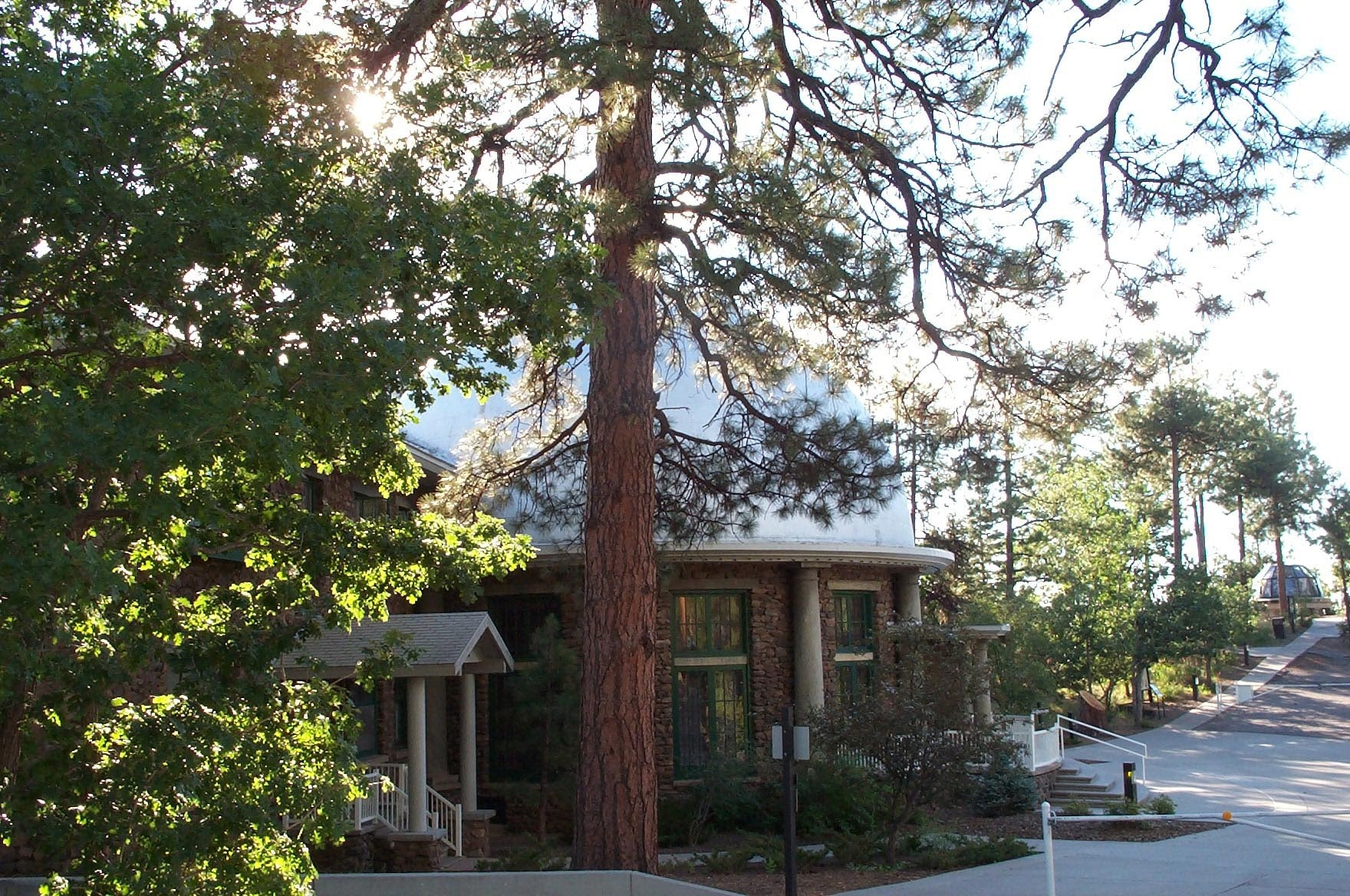
Lowell Observatory, de sterrenwacht in Flagstaff, Arizona waar in 1930 Pluto werd ontdekt

Flagstaff (Navajo: Kinłání) is een plaats (city) in de Amerikaanse staat Arizona. Het is de county seat van Coconino County.

## Geschiedenis

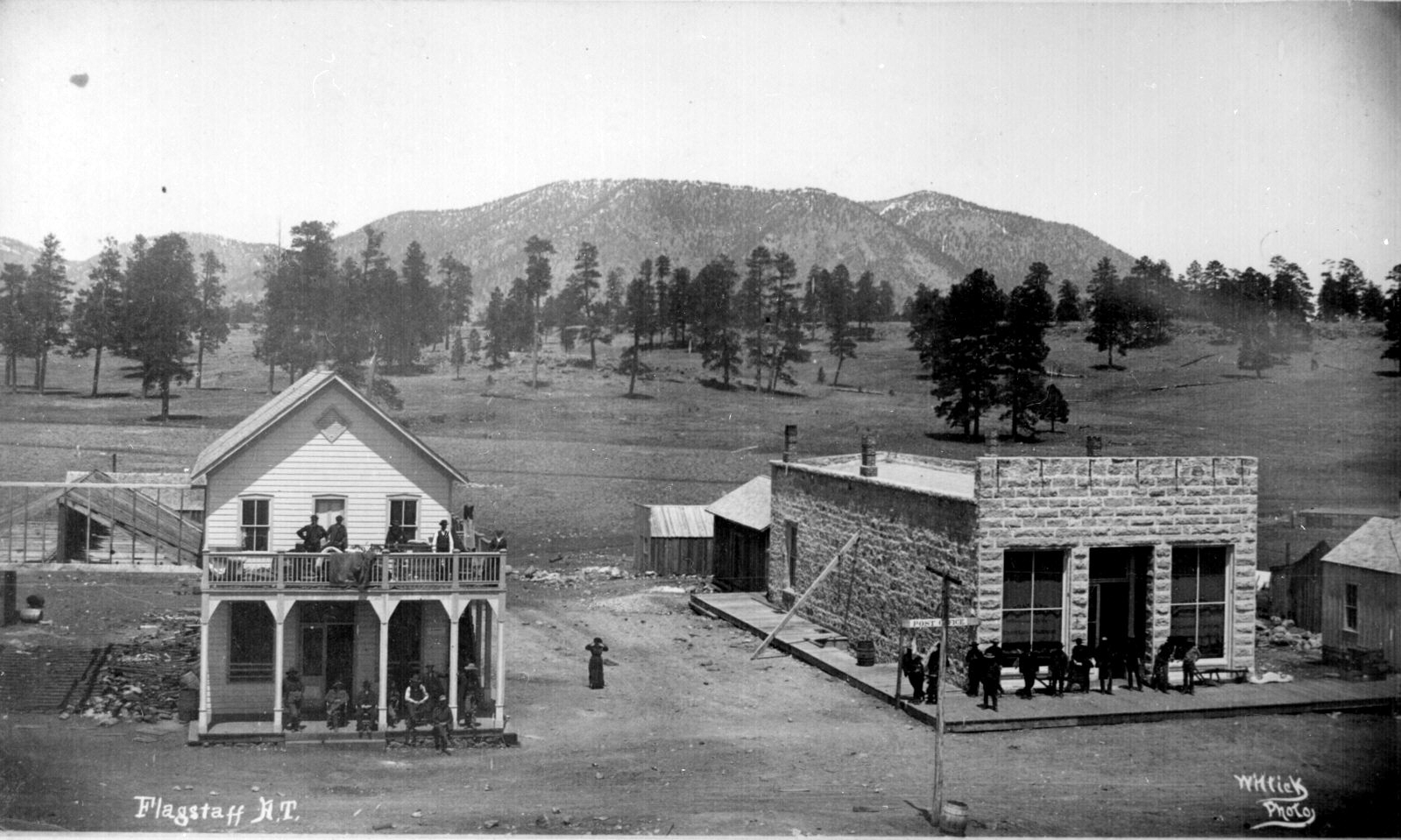
Het postkantoor van Flagstaff, 1899

Het gebied dat nu Flagstaff is werd in de precolumbiaanse tijd al bewoond door de Sinagua bevolking. De stad zelf is gesticht door Thomas F. McMillan die zich er in 1876 vestigde. In het eerste decennium ontwikkelde Flagstaff zich snel, mede doordat er een spoorlijn werd aangelegd. De stad was in 1896 de grootste stad op de route tussen Albuquerque en de westkust van Amerika.
In 1894 koos de astronoom Percival Lowell de stad uit voor het door hem opgerichte en naar hem vernoemde Lowell Observatorium. Hier werd in 1930 door Clyde Tombaugh de dwergplaneet Pluto ontdekt. In de jaren 20 van de 20e eeuw werd Flagstaff een populaire bestemming voor toeristen die de historische Route 66 volgden van Chicago naar de westkust.

## Demografie
Bij de volkstelling in 2000 werd het aantal inwoners vastgesteld op 52.894. In 2006 is het aantal inwoners door het United States Census Bureau geschat op 58.213, een stijging van 5319 (10.1%). In 2016 is het geschat op 71.459.

## Geografie
Volgens het United States Census Bureau beslaat de plaats een oppervlakte van
164,8 km², waarvan 164,7 km² land en 0,1 km² oppervlaktewater.
Flagstaff ligt op een hoogte van 2121 m boven zeeniveau aan de voet van de 'San Francisco' bergketen in het zuidwesten van het Colorado Plateau. Flagstaff is een uitvalsbasis voor de vele natuurparken in de regio waaronder de Grand Canyon.
De stad kent een relatief koel, woestijnachtig klimaat met gematigde zomers en strenge winters. De temperatuur komt in de zomer tot rond de 27 °C. Flagstaff is de grootste plaats in het Coconino National Forest.

## Toerisme
Op zo'n 55 km ten oosten van Flagstaff ligt de Barringerkrater. Dit is de bekendste inslagkrater op Aarde.
De Grand Canyon ligt 130 km noordelijk van Flagstaff. Flagstaff werd de populairste tussenstop voor toeristen die op Route 66 reden. Bij Seligman ligt het langste stuk originele Route 66. Dit ligt ten westen van Flagstaff. In Flagstaff ligt het Arboretum at Flagstaff.
Flagstaff was in 2019/2020 regelmatig in beeld in de tv-serie Sisterwives op TLC, als de stad waar de polygame familie van Kody Brown met zijn vier vrouwen is neergestreken. Het gezin wil gaan bouwen in het gebied Coyote Pass, waar ze land hebben aangekocht.

## Verkeer en vervoer
Flagstaff heeft een vliegveld, het Flagstaff Pulliam Airport, en een treinstation voor Amtrak.

## Plaatsen in de nabije omgeving
De onderstaande figuur toont nabijgelegen plaatsen binnen een straal van 40 km rond Flagstaff.

## Geboren
- Andy Devine (1905-1977), acteur
- Henry Lee Giclas (1910-2007), astronoom
- Diana Gabaldon (1952), schrijfster
- Daniel Eaton (1993), wielrenner